# Guldbagge 1967
La 4ª edizione del Premio Guldbagge, che ha premiato i film svedesi del 1966 e del 1967, si è svolta a Stoccolma il 9 ottobre 1967, presieduta da Harry Schein, fondatore dello Svenska Filminstitutet.

## Vincitori
Miglior film
- Persona, regia di Ingmar Bergman

Miglior regista
- Jan Troell - Questa è la tua vita (Här har du ditt liv)

Miglior attrice
- Bibi Andersson - Persona

Miglior attore
- Per Oscarsson - Fame (Sult)

Premio speciale
- Krister Wickman